# Владислав Сіцінський
Владислав Вікторин Сіцінський гербу Правдич (пол. Władysław Wiktoryn Siciński; бл. 1615 — найправдоподібніше, 1672) — шляхтич, урядник Речі Посполитої. Перший посол, який зірвав Варшавський сейм у 1652 році, на якому був послом від Упите.

## З життєпису
Батько — Ян Сіцінський, мати — дружина батька Ізабеля Млодавська.
Рано втратив батька, під впливом матері з кальвінського обряду перейшов на католицький. Можливо, брав участь у війні проти Московії 1633—1634. У січні 1649 року був поборцею упитським. Мав також посаду упитського підсудка.
Був похований у місті Упите.